# ベグ (恐竜)
ベグ（学名：Beg）は、モンゴルで化石が発見された前期白亜紀の角竜類に属する恐竜の属。タイプ種Beg tseのみを含む単型の属であり、化石は部分的な頭蓋骨と非常に断片的な体骨格が知られている。既知の範囲内で最も基盤的な新角竜類である。

## 発見と命名
ホロタイプ標本IGM 100/3652は2015年にモンゴルのウムヌゴビ県Tsogt-Ovoo付近で発見された。産出した地層はバインシレ層の下位層であるUlaanoosh層 (en) であり、その上部層の最下部から産出した可能性が高い。この層準は特に前期白亜紀と後期白亜紀の境界に近く、年代は約1億1300万年前から約9400万年前と見積もられている。
学名はモンゴルの文化において戦争を司るヒマラヤの神格ベグツェに由来する。ベグツェは粗い顔や体で描写されることがしばしばあり、本属の保存された頭蓋骨の外見と類似する。

## 特徴

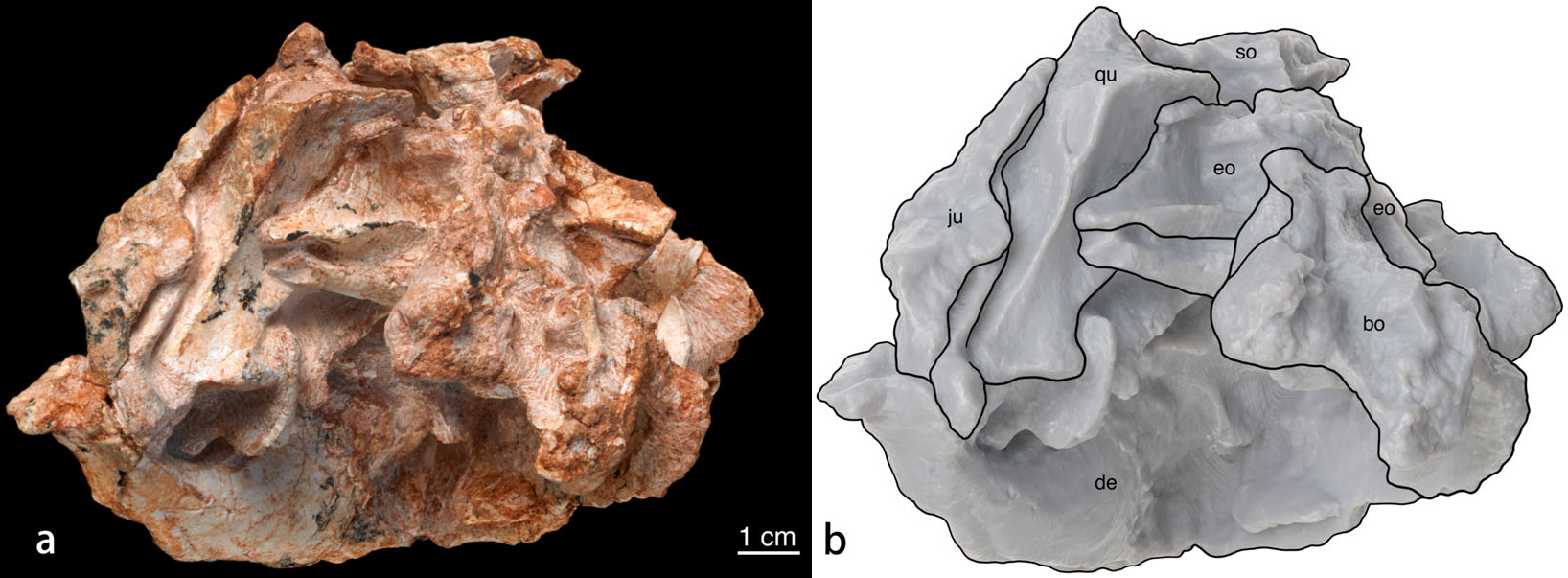
後側から見た頭蓋骨

長さ約40センチメートルの頭蓋骨の大きさに基づき、ベグはインロンやリヤオケラトプスと同程度の中型角竜であった可能性が高いとされる。本属は基盤的な角竜と他の新角竜類との中間的な特徴を示しており、系統学的にもそれらの中間に位置する。頭蓋骨以外の化石要素としては、断片的ではあるものの1本の肋骨・部分的な左肩甲骨・部分的な右坐骨および同定不能の多数の骨片が得られている。

## 古環境
ベグはモンゴル南部に分布するUlaanoosh層 (en) で化石が産出した。同層からは竜脚類、カメ、およびParafaveoloolithus sp.に分類された恐竜の卵化石が知られている。